# كهف إغناتيفكا
كهف إغناتيفكا (بالروسية: Игнатьевская пещера) هو كهف كبير من الحجر الجيري على ضفاف نهر سيم، أحد روافد نهر بيلايا في جبال الأورال الجنوبية في روسيا. في عام 1980 تم اكتشاف لوحة جدارية على شكل فينوس. يُعتقد أن النقاط الثمانية والعشرون الحمراء بين ساقيها تمثل الدورة الشهرية للإناث.

## معرض الصور

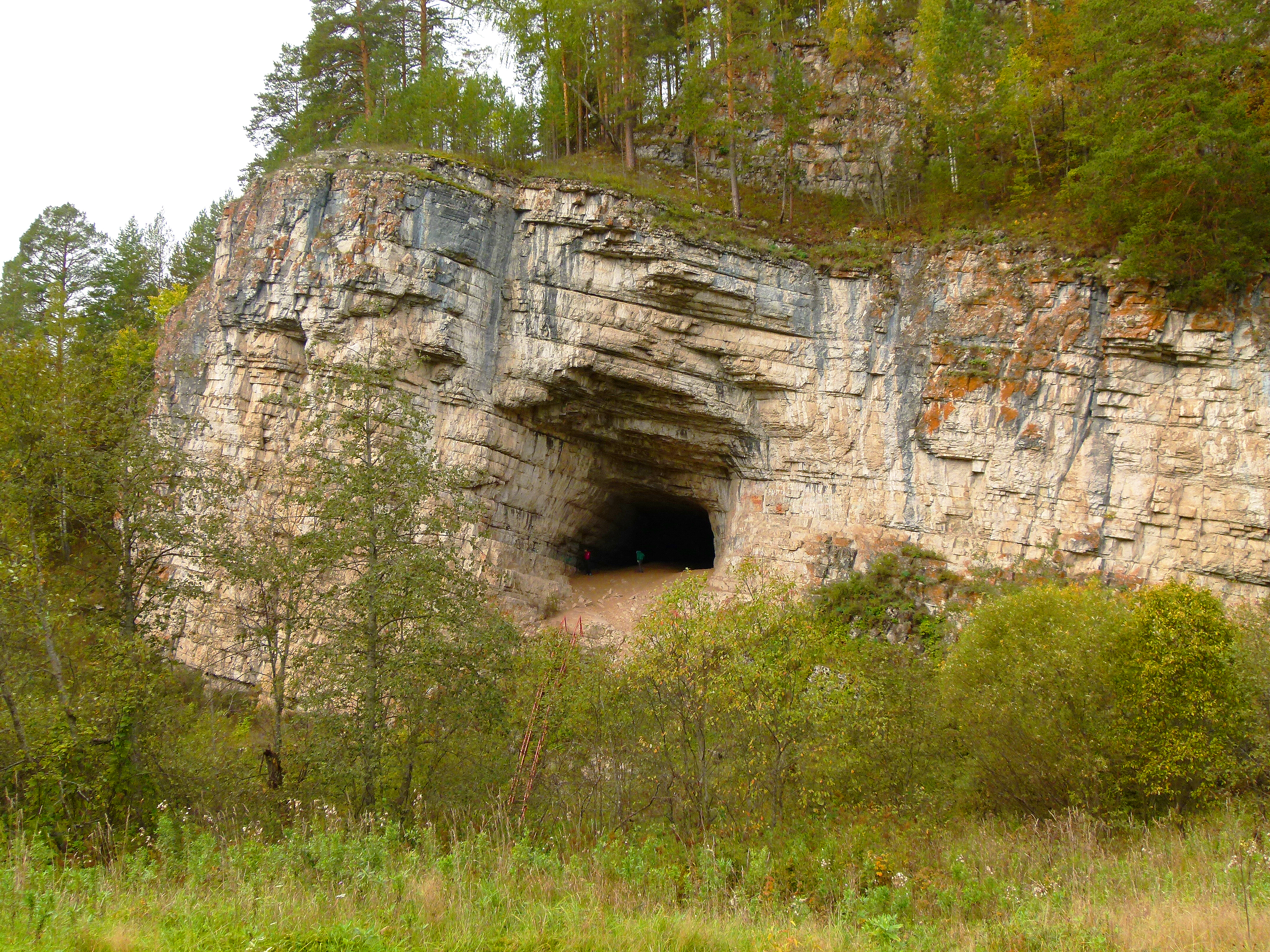
منظر بديل لمدخل الكهف
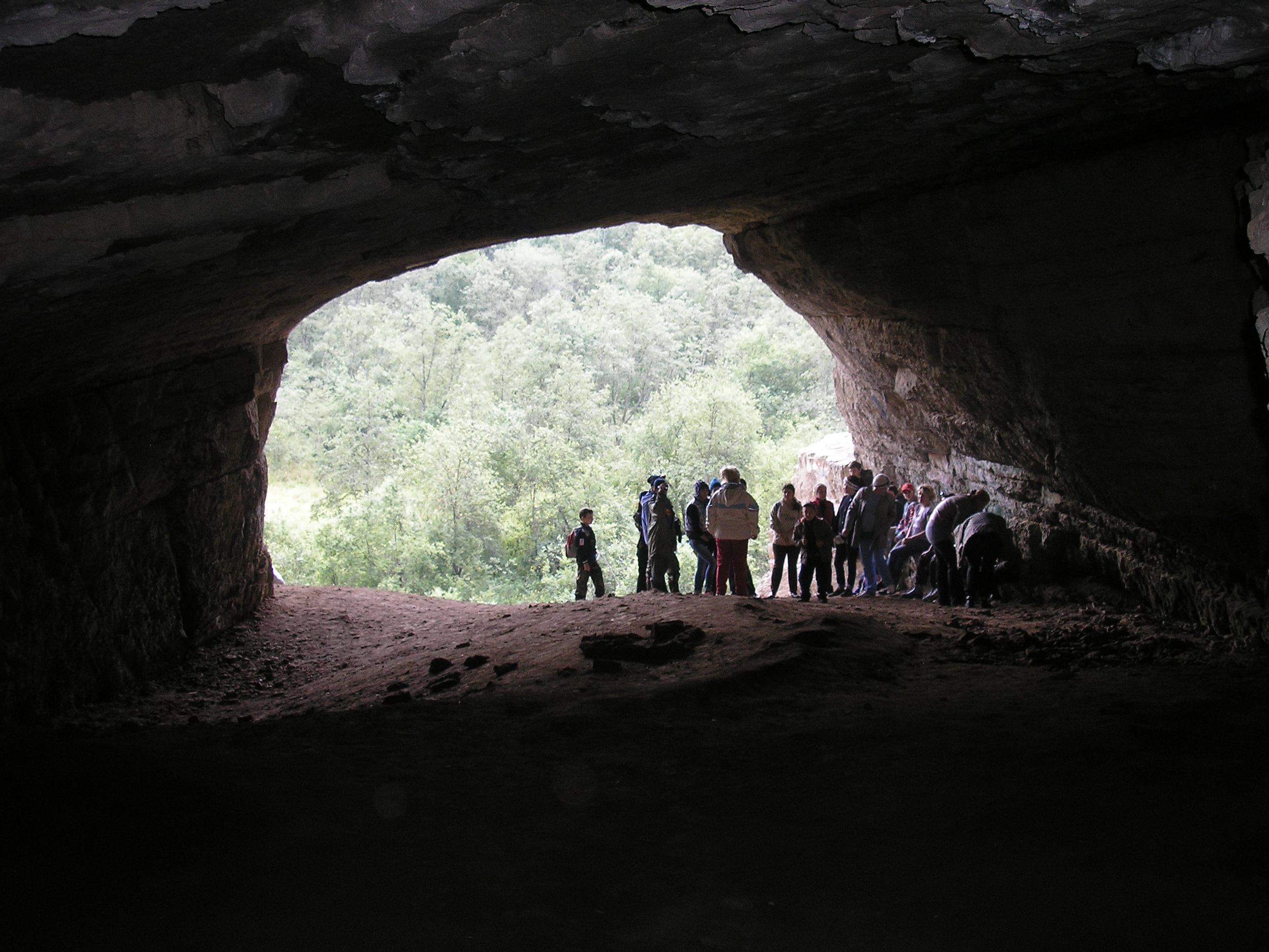
إطلالة من الكهف
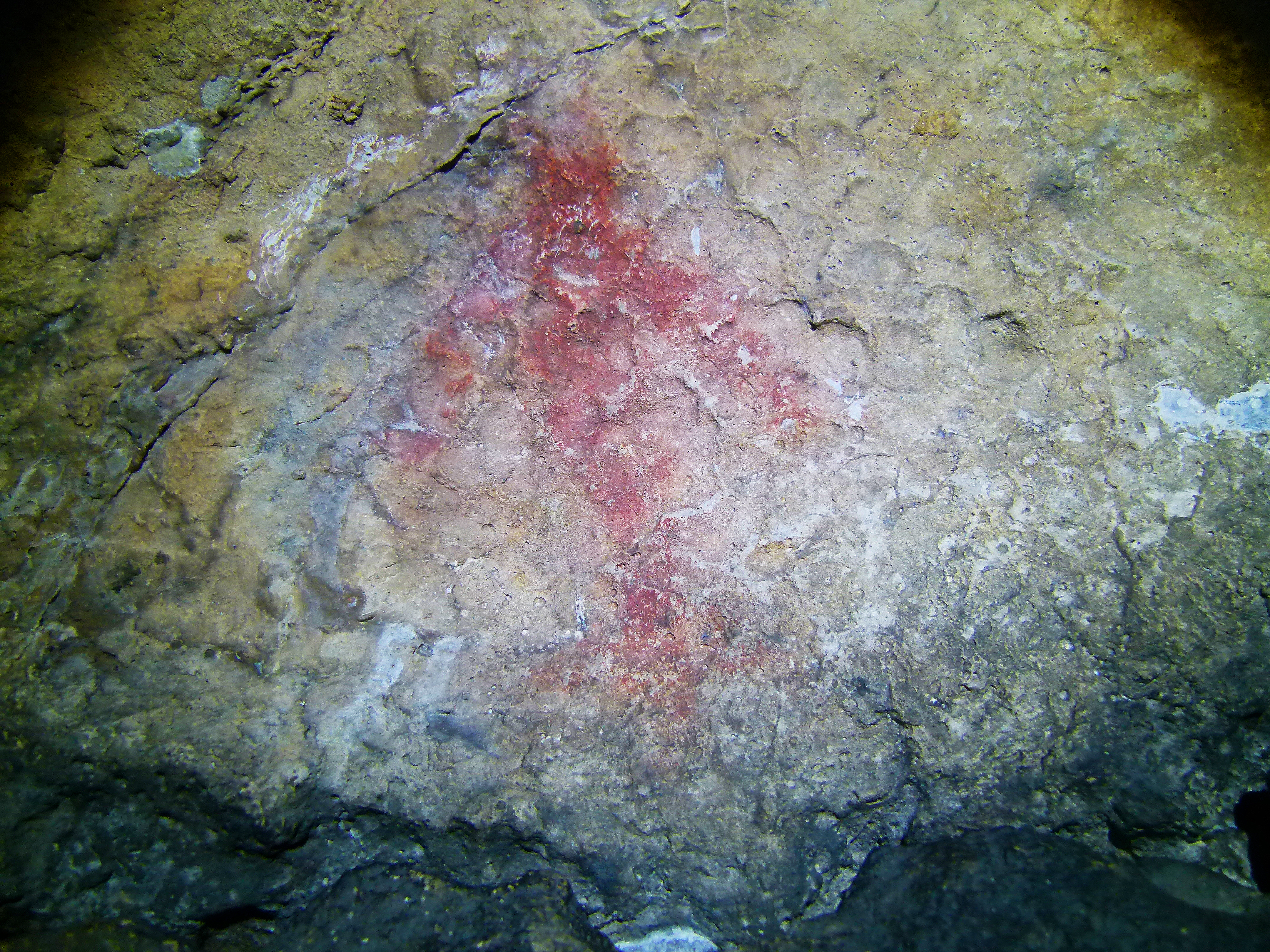
شخصية مغرة لشخص